# アナングラ島
アナングラ島（アナングラとう、英語: Anangula Island, または Ananiuliak Island、ロシア語: Ананиулиак）とは、アリューシャン列島フォックス諸島を構成する一つの島である。

## 古代史
この地に定住し始めたのは約8400年前だと考えられている。

## 近代史
アメリカ政府によって罠と毛皮取引を目的とし、ホッキョクギツネを揃えるようにするために1930年代ウサギをキツネの餌として導入した。 1940年代後半、キツネは、海鳥の被害を軽減した。
1938年に、ウィリアム・S・ラフリンによって刀が発見され考古学上においていくつかの注目を集めた。